# 普日布拉姆

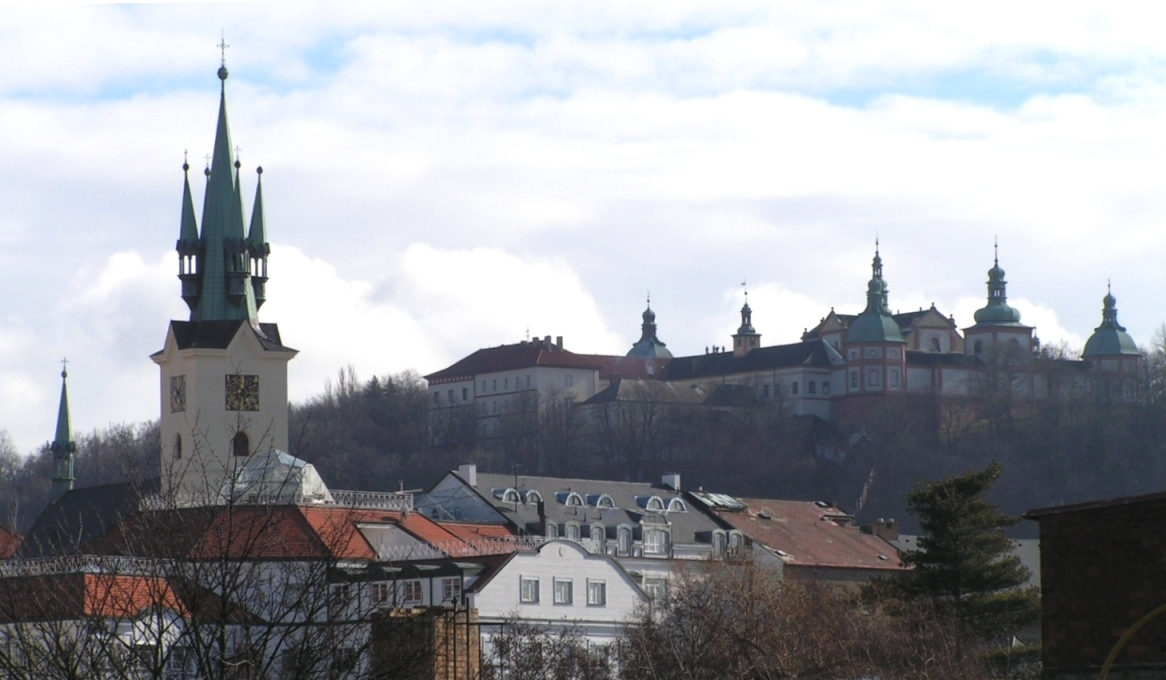

普日布拉姆是捷克的城鎮，位於該國西部，由中波希米亞州負責管轄，面積33.41平方公里，海拔高度502米，主要經濟活動是採礦業，2012年人口33,793。

## 友好城市
截至2021年3月，普日布拉姆共与八座城市结为友好城市关系：
- 德国 柯尼希斯武斯特豪森（1974年）
- 法國 维勒吕（1988年）
- 荷蘭 霍伦（1992年）
- 俄羅斯 契诃夫（1994年）
- 斯洛伐克 凯日马罗克（1997年）
- 德国 弗赖贝格（1999年）
- 法國 阿诺尔（2005年）
- 義大利 莱德罗（2008年）

## 外部連結
- Municipal website